# Accenteur de Koslov
Espèce
Statut de conservation UICN

 LC  : Préoccupation mineure
L'Accenteur de Koslov (Prunella koslowi) est une espèce de petit passereau de la famille des Prunellidae. Vivant principalement en Mongolie, il est discret et peu répandu. C'est l'Accenteur le moins bien connu.
Décrit en 1887 par le naturaliste Nikolaï Prjevalski, l'Accenteur de Koslov est un petit oiseau au plumage brun terne. Il vit dans les montagnes semi-arides de Mongolie, ainsi qu'au Ningxia, région frontalière de Chine, dans le désert de Tengger et les Monts Helan.
Sa discrétion et son aire de répartition restreinte font de lui l'Accenteur le moins bien connu. On ne sait que très peu de choses concernant son comportement, son régime alimentaire et sa reproduction. En l'absence de déclin ou de menaces connus, l'Union Internationale pour la Conservation de la Nature le classe en préoccupation mineure sur sa liste rouge.

## Taxonomie
C'est le naturaliste polonais Nikolaï Prjevalski qui le décrit scientifiquement pour la première fois, en 1887, sous le nom Accentor koslowi, d'après sept spécimens collectés à l'hiver 1883-1884 dans le nord de la Chine, entre le désert de Gobi et les Monts Helan. Il le nomme d'après son étudiant Piotr Kouzmitch Kozlov, spécialisé comme lui dans l'étude la Mongolie. Il a eu pour synonymes : Prunella kozlowi tenella (Kozlova, 1929) et Prunella koslowi pallida. Dans la plupart des langues, il est appelé Accenteur de Mongolie. Il est génétiquement proche de l'Accenteur brun (Prunella fulvescens) avec lequel il forme un groupe frère séparé il y a 0,91 Ma. Ils partagent une part importante de leur aire de répartition, mais l'Accenteur brun préfère les zones de buissons à la limite des arbres — comme les autres petits Accenteurs — alors que l'Accenteur de Koslov préfère les broussailles semi-désertiques.

## Description

### Dimensions et plumage
Il mesure 15,5 cm ; le bec mesure environ 1 cm, la queue 6,5 cm, le tarse 2 cm et l'aile 6,65 cm chez la femelle et 7,3 cm chez le mâle. Le poids moyen est de 17,5 g,. 
Le plumage est globalement brun assez terne. Le dessus est chamois clair, avec des stries sombres bien distinctes sur le dos et plus discètres sur la tête et la nuque. La tête est brune avec un bec noir, la gorge grise et la poitrine crème entourée de brun. La queue est brune. Juste après la mue, lorsque le plumage est encore neuf, d'étroites franges blanches ou crèmes parsèment les plumes des ailes, de la gorge et de la poitrine. La mue a lieu une fois par an, à la fin de l'été, comme chez les autres Accenteurs,.
Les juvéniles ont un plumage différent, en particulier sur la tête : elle est brun foncé et légèrement bigarrée sur le dessus, mais unie sur les côtés. La gorge et la poitrine sont plus pâles et le plumage est globalement plus contrasté que celui des adultes, avec des franges bien visibles sur les tertiaires et les rémiges. Le bec est brun foncé. Après la première mue, les juvéniles deviennent indiscernables des adultes.

## Distribution et habitat
L'Accenteur de Koslov est endémique des montagnes du Paléarctique central. Les Accenteurs sont habituellement des oiseaux d'altitude, mais l'Accenteur de Koslov peut aussi vivre en plaine — comme l'Accenteur montanelle (Prunella montanella), l'Accenteur du Japon (Prunella rubida) et l'Accenteur mouchet (Prunella modularis). 
Il se reproduit dans les zones d'altitude semi-désertiques de l'ouest, du centre et du sud de la Mongolie et dans des zones frontalières de Chine, au Ningxia, notamment à proximité du désert de Tengger et dans les Monts Helan,,,. La zone de reproduction la plus septentrionale connue est aux alentours du lac de Bayannuur. En Mongolie, on le trouve notamment dans le Parc national de Gobi Gurvansaikhan, autour de 2 400 m d'altitude, dans des milieux plutôt ouverts, pierreux, avec une végétation rare et basse comme des Genévriers,,. Il vit à proximité d'autres espèces dont l'Accenteur brun (Prunella fulvescens), l'Alouette hausse-col (Eremophila alpestris), le Pipit de Godlewski (Anthus godlewskii) et le Coucou gris (Cuculus canorus).
Une étude a été menée en 1986 pour évaluer la présence de nouvelles espèces d'oiseaux dans le désert de Tengger, entre 1 200 et 1 500 m d'altitude, dont les dunes ont été stabilisées artificiellement depuis les années 1970 par l'introduction de végétation — Peuplier de Simon (Populus simonii), Peuplier noir (Populus nigra thevestina), Saule tortueux (Salix matsudana), Caragana (Caragana intermedia) et Hedysarum (Hedysarum scoparium) — et une irrigation régulière. L'Accenteur de Koslov a colonisé ces forêts artificielles et y est présent en hiver. 
Une première observation de l'oiseau en Russie a eu lieu en 2010, sur les rives des lacs Uvs nuur et Tere-Khol, à la frontière mongole . Il est possible qu'il soit un visiteur fréquent de cette zone et qu'il s'y reproduise.

## Comportement
L'Accenteur de Koslov est le moins connu des Accenteurs. Étant donné son plumage terne, son aire de répartition restreinte et son mode de vie discret, il a été peu étudié et les données sont rares le concernant,. On sait très peu de choses de son chant, de son régime alimentaire et de ses mouvements. Il se nourrit de plantes et d'invertébrés,.

### Reproduction
En 2020, seules deux observations ont été faites de la reproduction de l'oiseau,. Le nid est construit près du sol et il y a 4 ou 5 oeufs par couvée. D'après les observations d'individus juvéniles, la période de reproduction pourrait s'étendre jusqu'en août, avec peut-être deux nichées, comme chez l'Accenteur brun (Prunella fulvescens).

## Effectifs, menaces et protection
On ne connaît pas le nombre d'Accenteurs de Koslov. En l'absence de déclin ou de menaces observés, la population est classée en préoccupation mineure, bien que probablement rare, par l'UICN,. Il n'est pas endémique de la Mongolie mais son aire de répartition, très limitée, est utilisée pour définir la zone seconaire de protection des espèces ornithologiques endémiques des Montagnes mongoles,. Il est aussi présent dans la Réserve naturelle de Shapotou, dans le Ningxia, en Chine centrale.